# A Voice for Men
A Voice for Men (conosciuto anche come AVfM,AVFM o AV4M) è una compagnia a responsabilità limitata che ha sede negli Stati Uniti fondata nel 2009 da Paul Elam, un sostenitore del men's rights movement, o Attivismo per i diritti umani maschili. AVfM è il più grande ed influente sito web sui diritti degli uomini.
La sua linea editoriale in parte denuncia le femministe di avere un pensiero misandrico.

## Descrizione
AVFM ospita articoli, interviste radiofoniche, dibattiti e occasionalmente anche gruppi a tema. Lo staff di AVFM è formato da volontari non pagati, eccetto il fondatore.
Il sito possiede un negozio online, chiamato The Red Pill Shop, che vende magliette, cover per cellulare e decorazioni festive. Il sito accetta anche le donazioni, le quali sono gestite da 
Elam stesso, che ha dichiarato di spenderle per portare avanti la sua causa. Secondo la bancadati di Dun & Bradstreet, AVFM ha un gettito di 120.000 dollari annui ed un impiegato.

## Attività
All'inizio del 2011, AVFM ha creato il sito web "Register-Her", una pagina wiki che inizialmente elencava nomi, indirizzi e altre informazioni personali di donne condannate per omicidio o stupro di uomini.
Il registro si è espanso nel tempo per includere donne, considerate dai gestori dei siti, colpevoli di false accuse di stupro o pregiudizi anti-maschili.
Il sito ha anche pubblicato con il titolo "Perché queste donne non sono in galera?" informazioni personali delle donne che parteciparono alle proteste contro il men's rights movement (MRM),prendevano in giro l'MRM sui social, o che esprimevano idee femministe. Il fondatore di AVFM, Paul Elam ha dichiarato che su internet non ci saranno ancora per molto tempo posti dove le "cagne bugiarde" potranno nascondersi. Il sito è ormai stato chiuso.
Nel 2014, AVFM ha lanciato un sito chiamato White Ribbon, adottando la grafica ed il linguaggio del White Ribbon Campaign, un programma di prevenzione istituito nel 1991.
Il sito web White Ribbon del AVFM inizialmente fu creato come risposta al White Ribbon Campaign, affermando che i rifugi per le donne fossero "focolai di odio di genere" e che degli studiosi "corrotti" avessero cospirato per nascondere la violenza contro gli uomini.
Il sito web fu duramente criticato da Todd Minerson, direttore esecutivo del White Ribbon, che dichiarò che il sito White Ribbon dell'AVFM "è un tentativo fuorviante di screditare gli altri" ed ha sollecitato i suoi sostenitori a "non essere ingannati da questa campagna d'imitazione".
I sostenitori di AVFM hanno contribuito a creare la prima Conferenza Internazionale sui Problemi Maschili, che si è tenuta a Detroit in Michigan. Elam stesso dichiarò che la conferenza si svolse in quel luogo, perché simbolo di "mascolinità".
Avvenuta nel Giugno 2014, alla conferenza parlarono persone come Mike Buchanan and Warren Farrell.
Gli argomenti discussi includono l'effetto della disoccupazione sugli uomini dopo la recessione economica mondiale, la possibilità di sviluppare una pillola maschile di controllo delle nascite e tentativi di aumentare la cura degli uomini che avevano servito negli Stati Uniti.

## Critiche e controversie
AVFM è stato incluso in un elenco di dodici siti web della primavera del 2012 del rapporto di Intelligence ("L'anno in odio e estremismo")  del Southern Poverty Law Center's (SPLC) in una sezione chiamata "Misogyny: The Sites". Il rapporto ha definito una "manosfera", descritta come "centinaia di siti web, blog e forum dediti ad attaccare ferocemente femministe, in particolare e donne in generale".  Il rapporto ha attribuito ad alcuni siti tentativi civili di "sostenere i loro argomenti con dei fatti", ma li ha condannati quasi tutti per essere "pieni di attacchi misogini, che possono stupire per l'odio viscerale che esprimono" e li ha fondamentalmente descritti come "d’odio verso le donne".
Più tardi quell'anno, la SPLC ha pubblicato una dichiarazione sulle reazioni al loro rapporto, dicendo che "ha provocato una risposta tremenda tra gli attivisti del MRA ed i loro simpatizzanti" e che "si deve ammettere che la SPLC non ha etichettato gli attivisti del MRA come membri di un movimento di odio, né il nostro articolo afferma che le denunce su false accuse di stupro, divorzi disastrosi e simili che essi pubblicano sui loro siti web sono tutti privi di valore. Ma abbiamo richiamato esempi specifici di misoginia o minaccia diretta o implicita di violenza ".